# مقتل الحسين
المقتل هو عنوان لمختلف الكتب التي أجمعت فيه الأخبار الواردة حول واقعة كربلاء.
يعدّ كتاب مقتل الحسين لإبن نباته ومقتل أبو مخنف من أوائل كتب المقاتل.

## معنى الكلمة
من حيث اللغة:
المقتل هو مصدر ميميّ من قتَلَ وجمعه المقاتل ويعني زمان القتل أْو مكانه.
من حيث الاصطلاح:
هو عنوان لمختلف الكتب التي كُتبت على مرّ القرون وجُمع فيها الأخبار والروايات الوارده حول واقعة عاشوراء من مقدّمات تلك الواقعة، وما جرى فيها و كيفيّة القتال لاسيما شهادة الإمام الحسين وأنصاره وما نتج منها من الأحداث والوقائع.
وأمّا في اصطلاح علم التاريخ هو نوع من السرد التاريخي الذي يدرس فيه واقعة كربلاء من أوّلها إلى آخرها.